# シンドバッド虎の目大冒険
『シンドバッド虎の目大冒険』（シンドバッドとらのめだいぼうけん、Sinbad and the Eye of the Tiger）は、1977年のアメリカ合衆国の特撮映画。レイ・ハリーハウゼンのシンドバッド3部作の最後の作品で、ハリーハウゼンによる、1940年代より続くストップモーション・アニメーションの技法を用いた最後から2番目の映画でもある。監督はサム・ワナメイカーで、シリーズ最大の800万ドルをかけて作成された。実写部分は1975年6月から10月にかけ、スペイン、マルタ、古代ペトラの地ヨルダンで撮影され、ハリーハウゼンのストップモーション・アニメーション部分は1975年10月から継続された。完成は1977年3月。

## ストーリー
数々の冒険を成功させ、久しぶりに都シャロックの港に入港したシンドバッド。だが旧友カシム王子は呪いの力で、ヒヒの姿に変えられていた。息子ラフィを王位に就けようと企む、継母である魔女ゼノビアの仕業であった。
カシムの妹ファラー姫を助け、窮状を打開すべく、シンドバッドは航海に出た。カスガルの賢人メランシアスの助けを得て、呪いを解く方法が極北のアリマスピの神殿にあることを知る。
ヒヒの姿となって人間の心を失いつつあるカシム王子には残された時間は限られている。時間がかかり過ぎたら、王子の呪いを解く方法も通じなくなるだろう。シンドバッドは、カシム王子、ファラー姫、賢者メランシアス、メランシアスの娘ディオーネを船に乗せて、さらに極北の神秘の神殿を目指す冒険の旅に出た。魔女ゼノビアもまた、息子ラフィとともに魔術の限りを尽くして、シンドバッド一行を妨害すべくシンドバッドの船を追う。

## スタッフ
- 監督：サム・ワナメイカー
- 脚本：ビヴァリー・クロス
- 製作：チャールズ・H・シニア
- 原案：ビバーリー・クルス、レイ・ハリーハウゼン
- 撮影：テッド・ムーア
- ダイナメーション：レイ・ハリーハウゼン
- 音楽：ロイ・バッド

## キャスト
| 役名                     | 俳優                         | 日本語吹替 | 日本語吹替 | 日本語吹替   |
| 役名                     | 俳優                         | ソフト版   | TBS版      | テレビ朝日版 |
| ------------------------ | ---------------------------- | ---------- | ---------- | ------------ |
| シンドバッド             | パトリック・ウェイン         | 小林修     | 津嘉山正種 | 大塚明夫     |
| メランシアスの娘ディオン | タリン・パワー               | 幸田直子   | 滝沢久美子 | 紗ゆり       |
| ゼノビア                 | マーガレット・ホワイティング | 来宮良子   | 来宮良子   | 鈴木弘子     |
| ファラー姫               | ジェーン・セイモア           | 高島雅羅   | 高島雅羅   | 深見梨加     |
| メランシアス             | パトリック・トラウトン       | 千葉耕市   | 千葉耕市   | 久米明       |
| ラフィ                   | カート・クリスチャン         | 井上和彦   | 井口成人   | 大塚芳忠     |
| ハッサン                 | ナディム・サワラ             | 屋良有作   |            | 青野武       |
| マルーフ                 | サラミ・コーカー             | 郷里大輔   |            | 佐藤正治     |
| カシム王子               | ダミアン・トマス             |            |            |              |

- TBS版：初回放送1984年1月16日『月曜ロードショー』

その他：寺田誠、上田敏也
演出：河村常平、翻訳：岩佐幸子、制作：東北新社
- テレビ朝日版：初回放送1993年5月2日『日曜洋画劇場』

その他：宮内幸平、塚田正昭、笹岡繁蔵、長島雄一、宮本充、福田信昭、田中正彦、鈴木勝美
演出：蕨南勝之、翻訳：徐賀世子、調整：山田太平、効果：VOX、制作：ムービーテレビジョン